# Carcinoma da glândula de Bartholin
O carcinoma da glândula de Bartholin é um tipo incomum de malignidade na glândula de Bartholin, responsável por 1% de todas as neoplasias malignas vulvares. É mais comum em mulheres na casa dos 60 anos. O tumor pode aumentar antes que a mulher perceba os sintomas. Um dos primeiros sintomas pode ser dispareunia. Em outros casos, a mulher pode encontrar uma massa ou úlcera na área da vulva. Muitos médicos presumem que uma glândula de Bartholin aumentada é maligna em mulheres na pós-menopausa, até prova em contrário. O crescimento do tumor pode se espalhar para áreas próximas, como a fossa isquiorretal e os linfonodos inguinais. Aproximadamente 50% dos carcinomas da glândula bartholin originam-se de carcinomas de células escamosas. Outra característica incomum das neoplasias da glândula de Bartholin é que o crescimento de uma lesão se origina dos três tipos de tecido epitelial presentes na glândula: mucinoso, transicional e escamoso.

## Diagnóstico
A glândula de Bartholin pode ser diferenciada pela histologia para determinar se a malignidade é causada por carcinoma de células escamosas, carcinoma adenóide cístico ou adenocarcinomas.

## Gestão
Embora o carcinoma da glândula de Bartholin seja raro, com outros crescimentos incomuns da glândula de Bartholin, pode não ser uma prática típica os médicos considerarem as lesões malignas. O diagnóstico precoce pode ajudar a prevenir o câncer das glândulas ao redor. Embora as doenças malignas da glândula de Bartholin sejam raras, os médicos fazem biópsia das lesões da glândula de Bartholin em mulheres mais velhas ou quando o crescimento ocorre novamente ou não responde ao tratamento original.

## Prognóstico
O prognóstico é otimista, desde que o crescimento não tenha metástase para os gânglios linfáticos.

## História
As glândulas de Bartholin foram descritas em bovinos por Casper Barthlin em 1677. Sua existência em humanos foi postulada naquela época. O tratamento pode ser uma vulvectomia que resulta na remoção do tumor juntamente com uma remoção extensa do tecido adjacente. Uma linfadenectomia inguinal geralmente acompanha a vulvectomia. O tecido removido às vezes inclui seções da vagina e do reto.
O carcinoma adenóide cístico da glândula de Bartholin é outra malignidade incomum com sintomas que incluem recorrências intermitentes dolorosas locais. O progresso da doença é lento, mas pode resultar em câncer de pulmão muito tempo após o tratamento inicial. O tratamento consiste na remoção cirúrgica do tumor. Às vezes, a radiação e a quimioterapia são realizadas.